# 김봉수 (1999년)
김봉수(金奉首, 1999년 12월 26일 ~ )는 대한민국의 축구 선수로 포지션은 중앙 미드필더, 수비형 미드필더, 센터백이며 현재 K리그1 대전 하나 시티즌 소속이다.